# Brévillers (Somme)
Brévillers település Franciaországban, Somme megyében. Lakosainak száma 116 fő (2022. január 1.). Brévillers Ivergny, Le Souich és Lucheux községekkel határos.

## Népesség
A település népességének változása:
| Lakosok száma | 103  | 107  | 112  | 108  | 108  | 107  | 110  | 113  | 116  |
|               | 2013 | 2015 | 2016 | 2017 | 2018 | 2019 | 2020 | 2021 | 2022 |